# 百視達
百視達（英語：Blockbuster LLC，前稱：Blockbuster Entertainment Inc.）是一家美國家庭影視娛樂供應商，最初只是出租影音載體，後來發展到了串流媒體、隨選視訊和影院等行業。
在其2004年發展高峰時段，擁有超過六萬名員工和九千家商店。
因為隨著2010年代數位化電影的興起，實體出租商店逐漸倒閉的情況下，百視達在與競爭對手Netflix和Redbox的交鋒中失利，於2010年9月23日破產。
2011年4月6日，百視達和所剩下1,700家商店被Dish Network以2.33億美元的價格買下，並由後者負擔其8700萬美元的債務。在隨後的幾年中Dish Network逐漸關閉了上千家百視達的商店，
2013年11月宣佈將關閉剩餘的300家商店，該公司的郵寄影音服務也將停止營運。
在2016年，一名男子於Cybernight報告，12家特許經營的Blockbuster商店在美國營運。
2018年，百視達宣布將美國位於安克拉治的兩家分店關閉。
2019年3月底，百視達位於澳大利亞伯斯的分店宣布關閉。全世界僅存最後一家分店位於美國俄勒岡州本得市，2019年3月上映的漫威電影《驚奇隊長》，其中有电影场景就在此店拍攝。

## 百視達香港
1999年，美國百視達從破產管理官收購金獅部份分店，繼續經營。曾由19間分店擴展至24間。但由於盜版問題，與VCD、DVD影碟銷售逐漸盛行等情況下，百視達亦在2004年逐漸結業，全面撤出香港。百視達結業前，在香港擁有24間分店，約有20萬會員。

## 百視達台灣
2007年，中興保全成立「樂到家國際娛樂股份有限公司」，總部位於台北市大同區鄭州路139號7樓（國產實業大樓），正式取得百視達在台灣的總代理及擁有100%股權。台灣百視達於2013年改為「樂到家」（英語：LOTS HOME），而後在2017年8月結束所有直營門市，轉型電影內容提供商。

## 外部連結
- Crocker, Ronnie and Purva Patel. "Has digital age killed the video store?" Houston Chronicle. September 24, 2010.
- November 2008 The Onion spoof of a Blockbuster Store becoming a historical experience 'museum'

台灣樂到家
- 樂到家
- 樂到家國際娛樂股份有限公司的Facebook專頁